# Бургоска катедрала
Бургоската катедрала „Света Мария“ (на испански: Catedral de Santa María de Burgos) е католическа църква в град Бургос, Испания, катедрала на Бургоския архидиоцез.
Разположена е на площад „Света Мария“ в центъра на града. Строителството ѝ започва през 1221 година във френския готически стил, главната фасада и куполът са преработени в по-пищен стил през XV – XVI век, а строителството продължава до XVIII век. Сградата има богата декорация, включваща множество произведения на скулптурата и живописта на автори като Себастиано дел Пиомбо, Фабрицио Сантафеде, Хуан де Колония, Симон де Колония, Фелипе Бигарни, Диего Силое, Матео Сересо, Хуан Риси.
През 1984 година Бургоската катедрала е включена в Списъка на световното наследство на ЮНЕСКО.